# Basileuterus ignotus
Mariquita-do-pirre ou pula-pula-do-pirre (Basileuterus ignotus) é uma espécie de ave da família Parulidae.
Pode ser encontrada nos seguintes países: Colômbia e Panamá.
Os seus habitats naturais são: regiões subtropicais ou tropicais húmidas de alta altitude.
Está ameaçada por perda de habitat.